# Литвак, Олег Михайлович
Олег Михайлович Литвак (укр. Олег Михайлович Литвак; 28 августа 1949, Олещин, Станиславская область — 18 сентября 2019, Киев) — советский и украинский юрист, доктор юридических наук (2002), профессор, член-корреспондент АПрНУ (2008), государственный служащий 1-го ранга, государственный советник юстиции Украины. Заведующий кафедрой теории деятельности и управления в органах прокуратуры Национальной академии прокуратуры Украины.

## Биография
Работал токарем, окончил ПТУ и Харьковский юридический институт. Работал в органах прокуратуры, с 1993 по 1994 год первый заместитель генерального прокурора Украины, в 1997 году директор Национального бюро расследований Украины, в 1997—1998 годах исполняющий обязанности генерального прокурора Украины.
Народный депутат Украины III созыва с 1998 по 2002 год.
Скончался 18 сентября 2019 года.

## Публикации
Автор книг: «Преступность, её причины и профилактика» (1997), «Функции прокуратуры Украины. Учебно-методическое пособие» (1998), «Прокуратура Украины» (1998), «Государственное влияние на преступность. Уголовно-правовое исследование» (2000), многочисленных статей.